# Lennart Mickey Elkjær
Lennart Mickey Elkjær (født i 1971) er en dansk Bandidos-rocker, der ved et nævningeting den 13. juni 2005 i Østre Landsret blev idømt fængsel på livstid for drabet på eksrockeren Mickey Larsen. Drabet skete i september 2003 ved Amtssygehuset i Glostrup, hvor en bombe med halvandet kilo sprængstof, var placeret i Mickey Larsens bil, som blev udløst via mobiltelefon, da eksrockeren forlod hospitalet. I 2006 fik han nedsat sin dom til 16 års fængsel af Højesteret.

## Baggrund
Lennart Elkjær er vokset op i Ballerup og som 20-årig satsede han på en karriere i Forsvaret, men på grund af en voldsdom blev han smidt ud af militæret. Han blev optaget af rockerklubben Bandidos under rockerkrigen. I 2013 udgav han sammen med journalist Søren Baastrup bogen "Expect no mercy: en rockers erindringer" på forlaget Bogkompagniet. I bogen fortæller han om, hvordan han blev uofficiel leder af Ballerups underverden, om hvordan han blev optaget i Bandidos midt i rockerkrigen, og om hvordan ham og hans tidligere bedste ven, Mickey Borgfjord Larsen, pludselig blev dødsfjender. Bogen forklarer også mordet på Mickey, der den 17. september 2003 blev sprængt i stykker, da han startede sin bil foran Glostrup Hospital. Derudover, fortæller Lennart også om livet i fængsel, om fire børn og fire ægteskaber, og om hans troskab til den kriminelle verden.